# Roumare
 Roumare  es una población y comuna francesa, en la región de Alta Normandía, departamento de Sena Marítimo, en el distrito de Rouen y cantón de Notre-Dame-de-Bondeville.

## Demografía
| 522 | 464 | 608 | 809 | 965 | 1103 |
| Para los censos de 1962 a 1999 la población legal corresponde a la población sin duplicidades (Fuente: INSEE [Consultar]) |     |     |     |     |      |